# Xã Egypt, Quận Carroll, Missouri
Xã Egypt (tiếng Anh: Egypt Township) là một xã thuộc quận Carroll, tiểu bang Missouri, Hoa Kỳ. Năm 2010, dân số của xã này là 878 người.